# ردلف الکساندر
رُدُلف الکساندر (به فرانسوی: Rodolphe Alexandre) (زاده ۲۶ سپتامبر ۱۹۵۳)، رئیس‌جمهور وقت کشور گویان فرانسه از مارس ۲۰۱۰ تا کنون است. وی شهردار سابق شهر کاین، پایتخت این کشور از سال ۲۰۰۸ تا ۲۰۱۰ بوده است.